# Decellia
Decellia is een kevergeslacht uit de familie van de boktorren (Cerambycidae). De wetenschappelijke naam van het geslacht werd voor het eerst geldig gepubliceerd in 1968 door Breuning.

## Soorten
Decellia is monotypisch en omvat slechts de volgende soort:
- Decellia bimaculipennis Breuning, 1968